# Angiogeneze
Angiogeneze (syn. neokapilarizace) je proces novotvorby krevních kapilár. Jde o fyziologickou vlastnost všech vyšších organismů, při které se remodeluje či nově vytváří síť krevních kapilár v poškozeném či změněném ložisku tkáně. Angiogeneze je nezbytnou součástí při procesech hojení ran a veškeré traumatizované, či nekrózou postižené tkáně (např. srdeční infarkt), při zánětlivých procesech a také při vzniku a vývoji nádorů.

## Vliv angiogeneze na růst nádoru
Díky této schopnosti může tumor stimulovat okolní tkáň k růstu cév, kterými mu je dopravována na živiny a kyslík bohatá krev. Chirurg Judah Folkman zjistil, že některé buňky nádoru napodobují buňky normální zdravé tkáně. Vylučují růstové faktory a ty pak „nutí“ endotelialní buňky z okolí prorůstat nádorem a tvořit kapiláry. Růstové faktory produkované nádorem označujeme jako angiogenní. Není zatím jasné, jak se to abnormálním buňkám tumoru daří, ale nejspíše za tím stojí neidentifikovaná genová mutace, která spouští výron angiogenních faktorů.
Lékaři dle hustoty sítě kapilár předpovídají průběh nemoci. Platí, že čím je nádor více zásobován látkami nezbytnými pro růst (má hustější síť krevních kapilár), tím bude agresivnější, pravděpodobněji bude metastazovat a pacient má menší šanci na přežití.